# Nephrotoma quincunx euryglossa
Nephrotoma quincunx euryglossa is een tweevleugelige uit de familie langpootmuggen (Tipulidae). De soort komt voor in het Afrotropisch gebied.